# Beatrice Bartelloni
Beatrice Bartelloni, née le 5 février 1993 à Staranzano, est une coureuse cycliste professionnelle italienne. C'est une spécialiste de la piste et en particulier de la poursuite.

## Biographie
Elle pratique le patinage artistique et le tennis dans son enfance puis commence le cyclisme à l'âge de neuf ans en suivant une amie. Ses parents ne se montrent au début pas enthousiastes de ce choix. Elle est membre du club d'Isonzo. En juniors et durant sa première année élite, elle court pour le club Verso l’Iride.
En 2012, elle gagne l'épreuve de la poursuite par équipes aux championnats d'Italie sur piste. Elle récidive en 2013 et 2014. 
Elle devient professionnelle en 2013 au sein de l'équipe Wiggle Honda. Elle est très heureuse d'y rejoindre Giorgia Bronzini. 

## Palmarès sur piste

### Jeux olympiques
- Rio 2016
  - 6e de la poursuite par équipes

### Championnats du monde
- Londres 2016
  - 5e de la poursuite

### Championnats du monde juniors
| Édition / Épreuve | Poursuites par équipes |
| Moscou 2011       | Bronze                 |

### Coupe du monde
- 2012-2013
  - 1re de la poursuite par équipes à Cali (avec Maria Giulia Confalonieri et Giulia Donato)
- 2016-2017 
  - 2e de la poursuite par équipes à Cali

### Championnats d'Europe
| Édition / Épreuve     | Poursuite individuelle | Poursuite par équipes |
| Anadia 2011 (juniors) | Bronze                 | Or                    |
| Anadia 2013 (espoirs) |                        | Or                    |
| Anadia 2014 (espoirs) |                        | Bronze                |

### Championnats d'Italie
- 2012
  -  Championne d'Italie de la poursuite par équipes (avec Maria Giulia Confalonieri et Chiara Vannucci)
  - 2e de la poursuite
  - 3e de la vitesse par équipes (avec Annalisa Cucinotta)
- 2013
  -  Championne d'Italie de la poursuite par équipes (avec Marta Tagliaferro, Elena Cecchini et Tatiana Guderzo)
  - 3e de la vitesse par équipes (avec Barbara Guarischi)
- 2014
  -  Championne d'Italie de la poursuite par équipes (avec Marta Tagliaferro, Elena Cecchini et Tatiana Guderzo)
  - 3e de la vitesse par équipes (avec Marta Bastianelli)
- 2015[3]
  - 2e de la poursuite
  - 2e de la vitesse par équipes
  - 2e de la poursuite par équipes
  - 3e de l'omnium

### Autres épreuves
- 2013
  - 1re du scratch à Aigle
  - 1re du scratch à Mexico

## Palmarès sur route

### Palmarès par années
- 2009
  - 3e du championnat d'Italie du contre-la-montre minimes
- 2014
  - 2e du Diamond Tour

### Classements UCI
| Année          | 2014 | 2015 |
| Classement UCI | 157e | 276e |